# Ласточкин хвост (механика)
Ла́сточкин хвост — тип разъёмного соединения деталей. При этом на охватывающей детали выполняется один или несколько пазов трапециевидной формы, а на охватываемой — шипы соответствующей формы и количества. Применяется в машиностроении, и при изготовлении конструкций и изделий из древесины.
В машиностроении это соединение широко распространено на высоконагруженных прецизионных узлах линейных перемещений станков и механизмов.

## Устройство
Узел состоит из станины (неподвижная часть) и салазок. Как правило изготавливается из чугуна, стали, бронзы. В ненагруженных узлах применяются алюминиевые сплавы и пластмассы. Поверхности фрезеруются специальными профильными фрезами с последующей доводкой шабрением и полированием.
Угол трапеции для классического ласточкиного хвоста выбирается из ряда 45, 55 и 60 градусов.

## Примеры применения
- Металлообрабатывающие станки.
- Системы точных линейных перемещений в оптических устройствах.
- Крепления оптических и ночных прицелов на стрелковом оружии.

Соединения, аналогичные ласточкиному хвосту, применяются в строительстве для соединения брёвен в лапу и сковороднем.

## Галерея

Ласточкин хвост на станке. Справа видны вставка и винты юстировки.
Ласточкин хвост. Слева виден паз и винты юстировки.
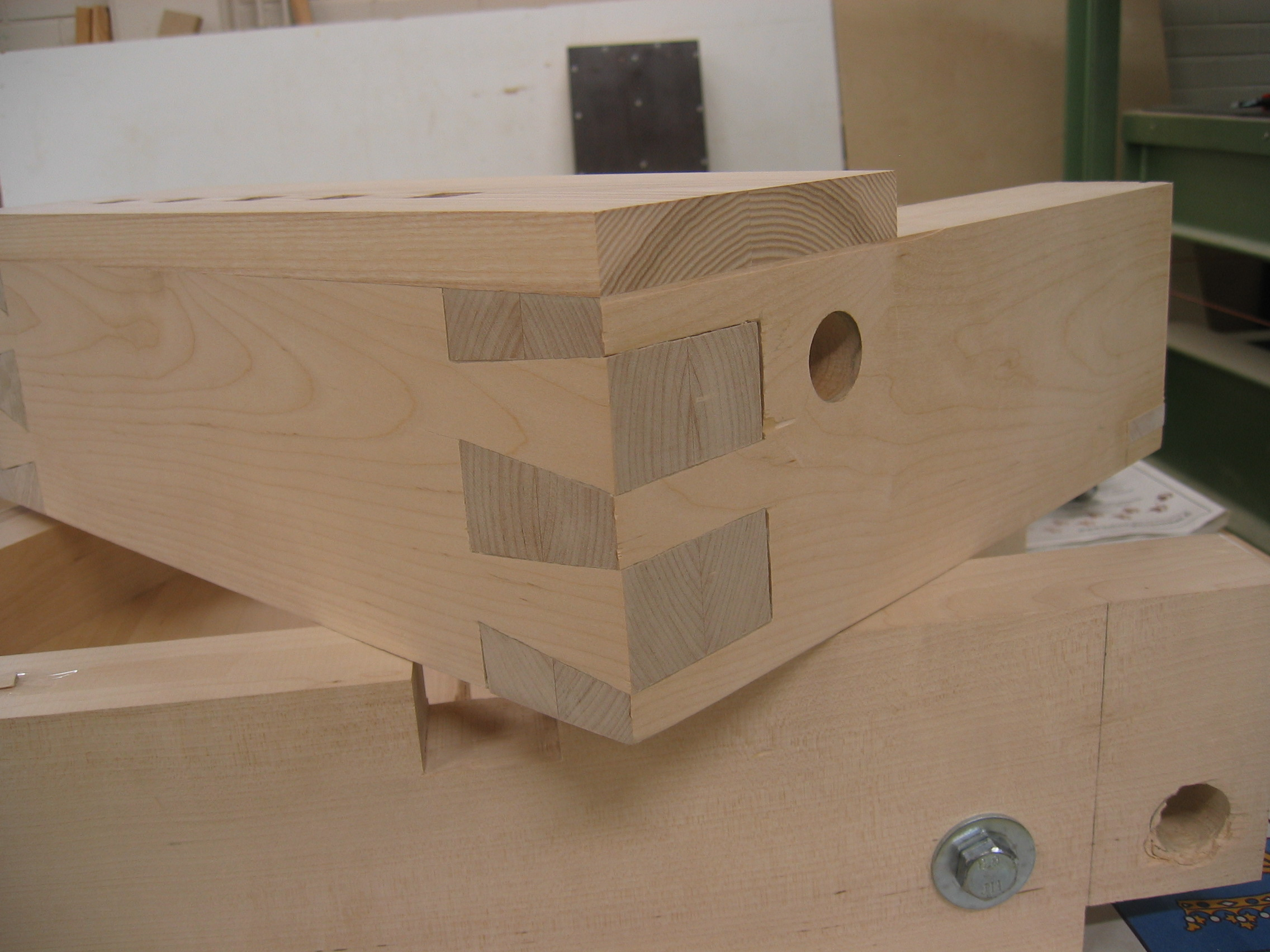
Деревянные детали, соединенные в ласточкин хвост.
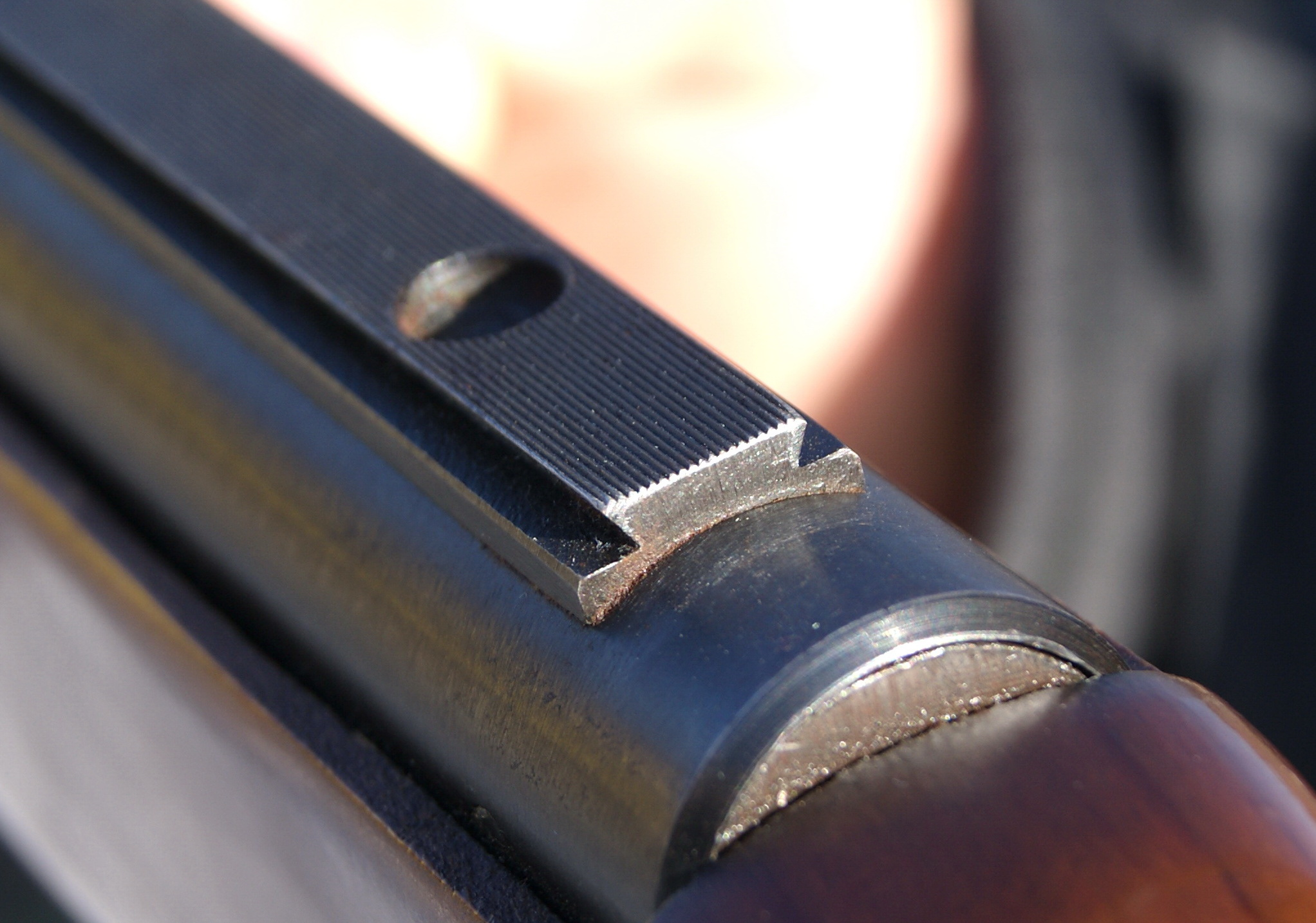
Крепление «ласточкин хвост» для оптического прицела на пневматической винтовке.
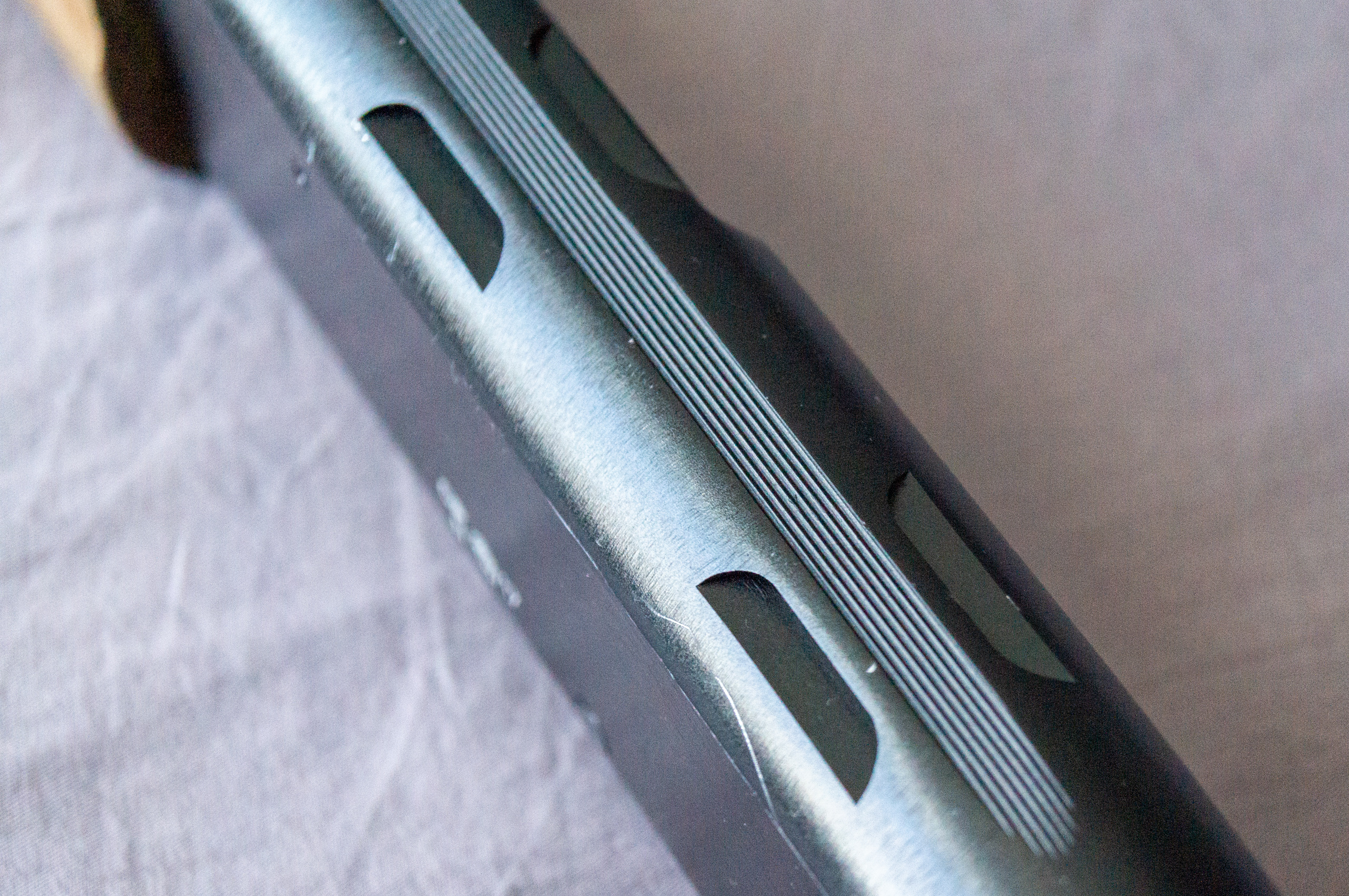
Пазы с креплениями «ласточкин хвост» на ружье «Бекас-12»
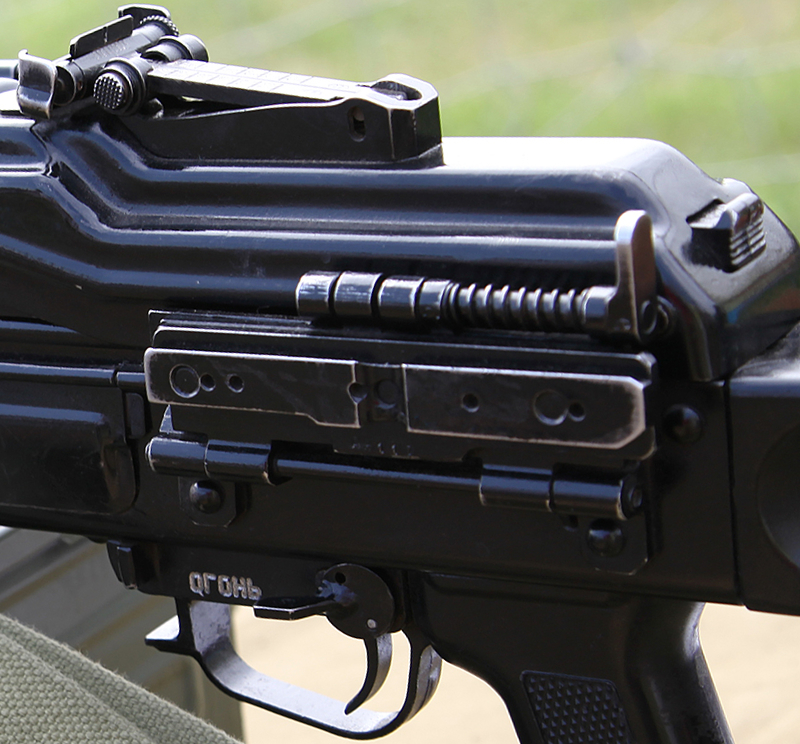
Боковая планка с креплением «ласточкин хвост» на пулемёте ПКП.
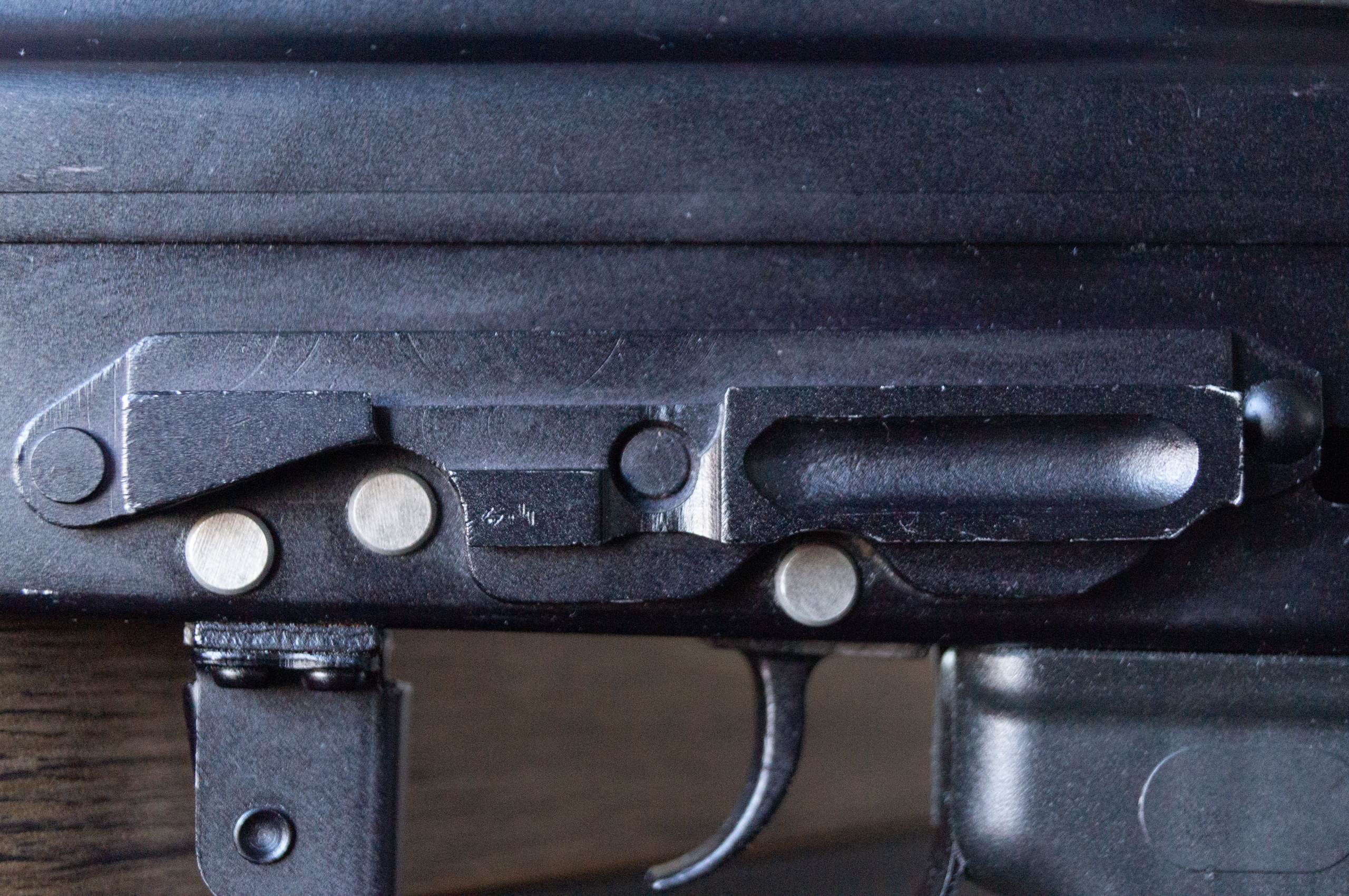
Боковая планка с креплением «ласточкин хвост» на карабине серии «Вепрь-1В»